# Жиголо (фильм)
«Жиголо» (англ. Sonny) (также известен как Pony Rides) — американская криминальная драма 2002 года с Джеймсом Франко, Гарри Дин Стэнтоном, Брендой Блетин, Миной Сувари и Джози Дэвисом в главных ролях. Фильм, снятый по сценарию Джона Карлена, стал режиссёрским дебютом Николаса Кейджа, который появляется в эпизодической роли. Сопродюсером фильма выступила продюсерская компания Кейджа Saturn Films.

## Сюжет
Сонни (Франко) — сын Джуэл (Блетин), которая в начале 1980-х годов управляет небольшим борделем в Новом Орлеане, штат Луизиана. Сонни возвращается домой с флота и живёт с матерью, ожидая начала работы, которую ему обещал его приятель-моряк. Джуэл пытается убедить Сонни вернуться к работе на неё, как он делал до службы в армии, говоря, что многие из его старых клиентов всё ещё скучают по нему и что он был лучшим жиголо, который у неё когда-либо был.
Сонни постоянно отказывает ей, желая оставить эту жизнь позади. Однако обещанная работа так и не появляется, и он вынужден вернуться к работе на свою мать. Джуэл недавно наняла в бордель новую девушку, Кэрол (Сувари), которая знакомится с Сонни и влюбляется в него. Они говорят о том, чтобы уйти вместе.
Один из клиентов Кэрол, пожилой мужчина, делает ей предложение. Сначала она отказывается, надеясь уехать с Сонни. Они с Сонни ссорятся, когда он пытается уйти из бизнеса. Вместо этого он становится всё более замкнутым и подавленным, время от времени срываясь, пока ищет новую работу. В конце концов Кэрол принимает предложение руки и сердца, а Сонни приходит в себя, осознав, что его отец — после смерти — был с ним всю его жизнь, но не хотел показываться на глаза, боясь, что его сочтут неудачником. Сонни и Кэрол не живут долго и счастливо.

## В главных ролях
- Джеймс Франко в роли Сонни
- Бренда Блетин в роли Джуэл
- Гарри Дин Стэнтон в роли Генри
- Мена Сувари в роли Кэрол
- Сеймур Кассель в роли Альберт
- Джози Дэвис в роли Гретхен
- Николас Кейдж в роли Эсид Ялоу
- Бренда Ваккаро в роли Мэг
- Марк Коппола в роли Джимми у Мэти

## Критика
Фильм был встречен критикой прохладно, получив на агрегаторе Rotten Tomatoes рейтинг 21 % на основе 28 обзоров. Консенсус сайта гласит: «Жиголо терпит неудачу из-за очевидной неспособности дебютирующего режиссёра Николаса Кейджа найти суть истории своего фильма или должным образом скорректировать игру актёров». Тем не менее Томми Вайсо является поклонником фильма, и игра Франко в нём вселило в Вайсо веру в то, что Франко достойно сыграет его в фильме «The Disaster Artist».